# Place Lieutenant-Morel
La place Lieutenant-Morel est une place du quartier des pentes de la Croix-Rousse dans le 1er arrondissement de Lyon, en France.

## Situation et accès
Elle est formée de plusieurs tronçons dont un terre-plein central accessible aux piétons et qui fait le lien entre deux trottoirs par un passage piéton et un autre tronçon ombragé de platanes avec un banc cintré en pierre dans le style d'un gradin de théâtre romain antique.
Les rues Bon-Pasteur,  et de la Tourette commencent sur la place Morel tandis que la montée des Carmélites et la rue des Chartreux s'y terminent. La circulation se fait de la montée des Carmélites et des rues des Chartreux et Flesselles vers les rues de la Tourette et du Bon-Pasteur. Un arrêt de bus Place Morel de la ligne   se trouve sur cette place.

## Origine du nom
Théodose Morel dit Tom Morel (1915-1944) est un lieutenant du 27e bataillon de chasseurs alpins et résistant lyonnais.

## Histoire
La place est créée en 1841 grâce à Joseph Morel (1777-1860) qui cède le terrain pour un prix modique.
Le 9 mars 1843, on donne à la place le nom de Morel en reconnaissance au bienfaiteur. Le conseil municipal du 12 février 1945 lui attribue le nom du lieutenant Morel en honneur du héros de la résistance, qui était de la Famille Morel-Journel comme Joseph Morel.